# Mamanwa jezik
Mamanwa jezik /=“First Forest Dwellers”, od “man” (first) i “banwa” (forest) / (ISO 639-3: mmn; minamanwa, mamanwa negritski), jezik negritskog plemena Mamanwa u filipinskim provincijama Agusan del Norte i Surigao na otoku Mindanao. 
Govori ga oko 5 150 (1990 popis), a jedini je predstavnik istoimene skupine centralnofilipinskih jezika

## Vanjske poveznice
- Ethnologue (14th)
- Ethnologue (15th)